# Heilig-Geist-Spital (Aichach)

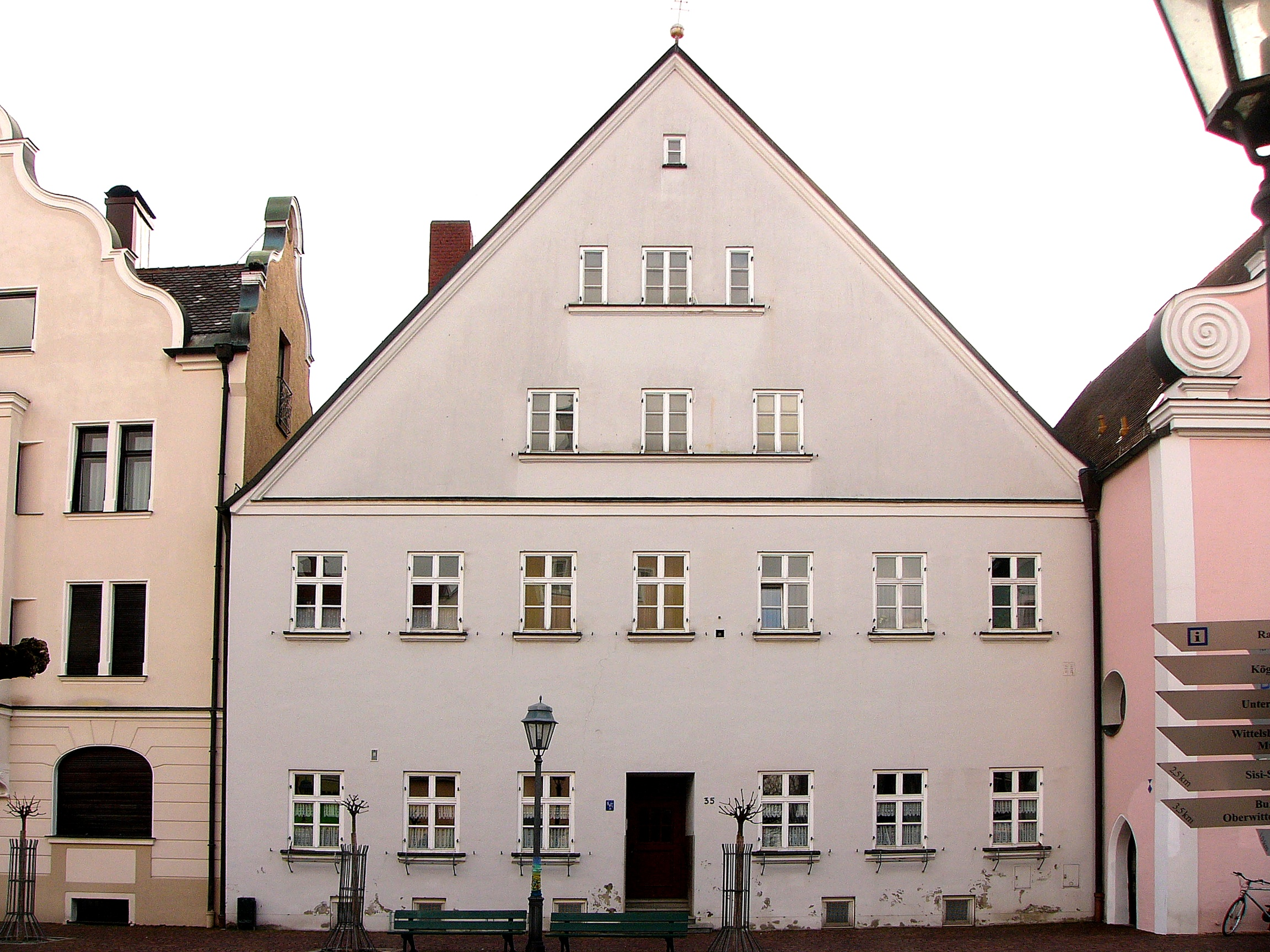
Spitalgebäude

Das Heilig-Geist-Spital in Aichach, einer Stadt im Landkreis Aichach-Friedberg im bayerischen Regierungsbezirk Schwaben, wurde im Jahr 1354 von Konrad der Werder und seiner Frau Elisabeth gestiftet. Das ehemalige Spital am Stadtplatz 35 ist ein geschütztes Baudenkmal.

## Geschichte
Die Bestätungsurkunde für die Stiftung wurde am 7. Juni 1354 vom Augsburger Bischof Marquard I. von Randeck ausgestellt. Im Jahr 1362 erfolgte eine Zustiftung durch Conrad Erb und seinen Sohn Stephan. Ob der Standort des Hospitals von Anfang an am Stadtplatz war oder sich ursprünglich in der oberen Vorstadt befand, ist nicht endgültig geklärt.

Modell des Spitals mit dem ursprünglichen Zustand im Stadtmuseum
Die Rückseite des Spitals mit Hl.-Geist-Kirche
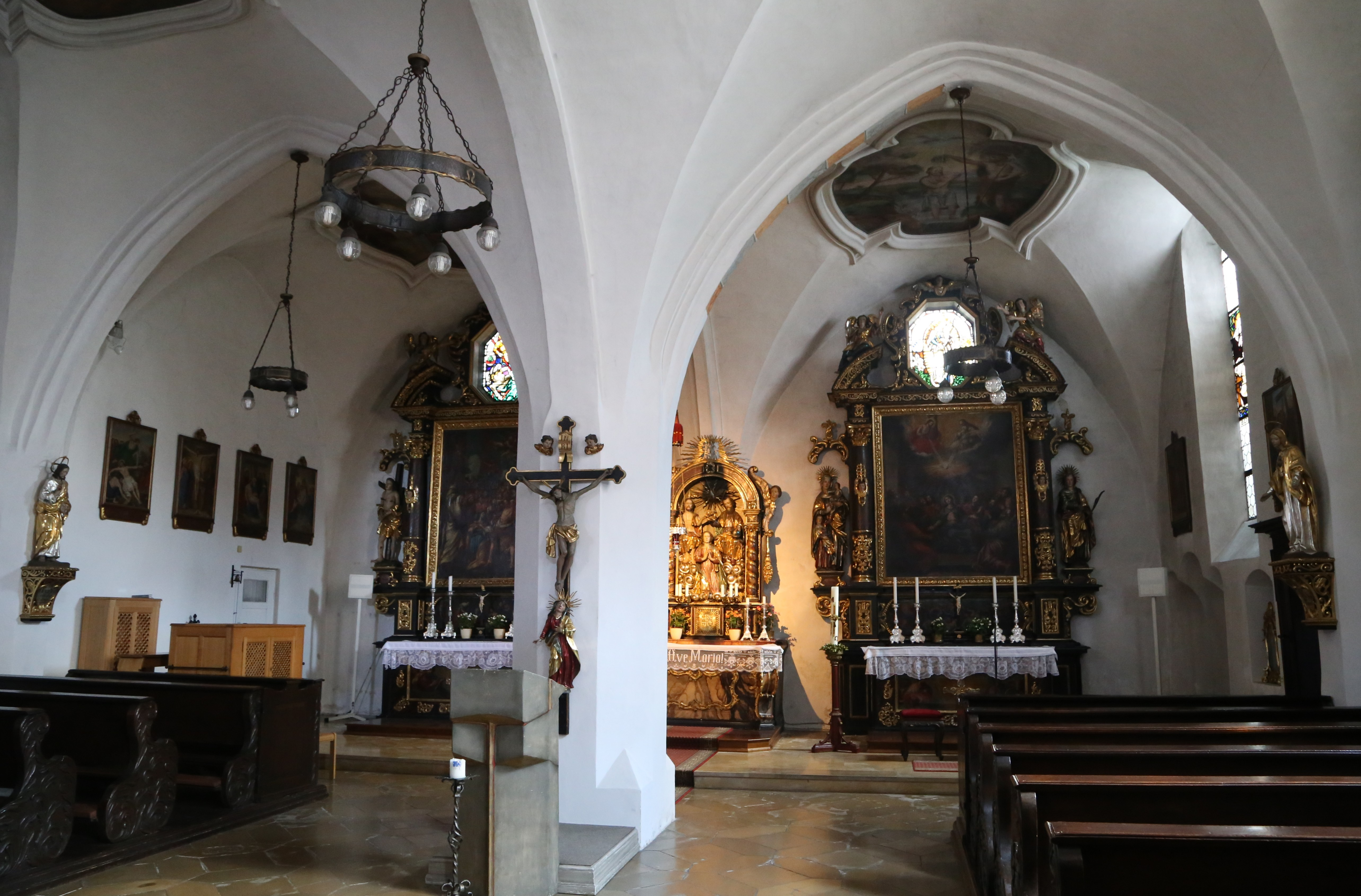
Inneres der Spitalkirche

## Beschreibung
Der noch vorhandene zweigeschossige Giebelbau mit Satteldach wurde Mitte des 17. Jahrhunderts errichtet. Die Fassade wurde vielmals erneuert.
Die Spitalkirche Heiliger Geist aus dem 15. Jahrhundert wurde 1642/43 wiederhergestellt. Der Turm wurde 1734 bzw. 1789 errichtet.